# Старший мічман
Ста́рший мі́чман — військове звання у військово-морських силах Військово-Морських Силах ЗСУ та Морської охорони України в 1991 - 2020 роках. Також це звання присутнє в деяких інших державах, по рангу вище за мічмана, але нижче за таких офіцерів, як молодший лейтенант.

## Україна

### Звання вВійськово-Морських Силах Збройних Силах України(1991-2020)
Військово-Морські Сили них ЗС України, які були засновані у 1991 році внаслідок розпаду СРСР з частини Чорноморського флоту ВМС СРСР, перейняли радянський зразок військових звань, а також радянських знаків розрізнення. Серед військових звань були присутні звання мічман  та старший мічман (армійськими еквівалентами були звання прапорщик та старший прапорщик). Старший мічман був вище за рангом від мічмана, та нижче від молодшого лейтенанта. 
Знаками розрізнення старшого мічмана  були три зірки, розташовані вздовж вісі погону (знаки розрізнення перейняті від Радянського флоту і які були введені в ньому в 1971 році).

#### Зміни2009року
В 2009 році була зроблена спроба зміни знаків розрізнення військовослужбовців Збройних сил України.  Ці нововведення були спрямовані на наближення до стандартів НАТО. Знаки розрізнення флотських офіцерів залишалися лише у вигляді комбінації стрічок на погонах та рукавах, сержантський та старшинський склад отримував кутові шеврони на погони чи рукава (в залежності від типу однострою). Слід зауважити, що знаки розрізнення мічманів та прапорщиків повинні були наближені до сержантського складу (раніше мали знаки розрізнення подібні до офіцерів). Знаками розрізнення мічмана за цими нововведеннями ставали чотири шеврони (кути), нижче яких був дуговий шеврон.  Старший мічман отримав відповідні знаки розрізнення з додаванням п’ятипроменевої зірки між кутовими та дуговим шевронами.
Експериментальні знаки розрізнення 2009 року повністю не набули широкого вжитку. 

#### Реформа2016року
05.07.2016 року був затверджений Президентом України «Проєкт однострою та знаки розрізнення Збройних Сил України», де серед іншого були розглянуті зміни серед військових звань та нові знаки розрізнення військовослужбовців, які стали відрізнятися від попередніх побудованих за радянським зразком. Здебільшого нововведенні знаки розрізнення солдатського, матроського, сержантського та старшинського складу були побудовані на основі знаків розрізнення 2009 року. 
За Проєктом, військові звання: прапорщик, старший прапорщик, мічман та старший мічман; повинні були вийти з обігу.

#### Зміни2017року
18.07.2017 року вийшов наказ Міністерства оборони України №370 «Про затвердження Зразків військової форми одягу та загальних вимог до знаків розрізнення військовослужбовців та ліцеїстів військових ліцеїв» , де частково затверджуються нововведення 2016 року. Так вводилися перехідні знаки розрізнення зі збереженням старих військових звань зразку 1991 року. 
20.11.2017 року виходить наказ Міністерства оборони України №606 де уточнюються правила носіння і використання однострою військовослужбовцями. Для корабельного складу ВМС знаками розрізнення стають стрічки на рукавах та на погонах.
Старший мічман отримав знаки розрізнення у вигляді одного середнього діагонального шеврона (кут) під яким було три дугових шеврони. Необхідно зазначити, що відповідне за рангом звання у Сухопутних військах та в берегових частинах ВМС - «старший прапорщик», мав не відповідні знаки розрізнення, у вигляді одного вузького діагонального шеврона (кут) під яким був один широкий діагональний шеврон, нижче якого один дуговий.

#### Зміни2019року
В 2019 році Верховна рада України, затвердила законопроєкт яким скасовувалися звання старший прапорщик та старший мічман, а також вводилися нові сержантські та старшинські звання. 

#### Реформа2020року
30.06.2020 року виходить наказ Міністерства оборони України №238 «Про внесення змін до наказу Міністерства оборони України від 20 листопада 2017 року  №606» , де фігурують нові сержантські та старшинські звання та надано опис знаків розрізнення. Військові звання прапорщик, старший прапорщик, мічман та старший мічман в новій військовій ієрархії більше не фігурували. 
В Україні відбулася заміна звання старшого прапорщика на майстер-сержанта, відповідно йому корабельне звання старшого мічмана — на майстер-старшину. Для чого 17 листопада 2019 р. Верховна Рада України прийняла закон «Про внесення змін до деяких законодавчих актів України щодо виконання військового обов'язку та проходження військової служби» щодо запровадження нових сержантських звань у Збройних Силах України відповідно до стандартів НАТО (раніше зареєстрований за № 0906).
Знаки розрізнення мічмана, Україна
|           |           |
| 1991-2016 | 2016-2020 |

## Інші країни

### Московська держава та Російська імперія (1716-1917)
У російському флоті 1716 - 1917 роках існувало звання мічман .

### СРСР (1981-1991)
За радянських часів військове звання мічмана було відновлене Постановою РНК СРСР від 30 листопада 1940 року  як вище звання для старшин ВМФ СРСР, морських частин прикордонних і внутрішніх військ. Звання корабельного складу відповідало званню старшина у Сухопутних та Повітряних силах, та в берегових частинах ВМФ. З 1 січня 1972 року в зв’язку з введенням в Збройних силах СРСР категорії прапорщиків і мічманів (указ Президії Верховної ради СРСР від 18 листопада 1971 року), звання мічман стало відповідати введеному в 1971 році в Сухопутних силах, військово-повітряних силах та берегових частинах ВМС званню прапорщик. Прапорщики та мічмани утворивши особливу категорію були вище за сержантів та старшин, але нижче за молодших офіцерів. 
В 1981 році категорія прапорщиків і мічманів, поповнилася нововведеними званнями старший мічман (корабельний склад ВМФ) та старший прапорщик (всі інші). Введено 12 січня 1981 року на кораблях, суднах, в берегових частинах бойового забезпечення ВМФ Радянського Союзу та морських частинах прикордонних військ — старший мічман, а в Радянській Армії, берегових частинах і авіації ВМФ, прикордонних і внутрішніх військах введено військове звання старший прапорщик. Знаками розрізнення нових звань, стали три зірки вздовж вісі погону (малюнок погонів «шахівниця», без просвітів).
Старші мічмани та старші прапорщики (як і мічмани та прапорщики) мали на рукавах кутові шеврони за кількістю років служби.  Старший мічман на першому році служби мав один вузький шеврон, на другому – два, на третьому – три, на четвертому – один широкий шеврон. На п’ятому – дев’ятому роках служби, старший мічман носив на рукаві широкий кутовий шеврон, вище якого розміщувалася п’ятипроменева зірка. На десятому році служби і більше старший мічман носив один широкий шеврон, вище якого горизонтально розміщувалися дві зірки.
Після розпаду СРСР дані звання збережені в Росії і в більшості республік на пострадянському просторі.
Знаки розрізнення старших мічманів, СРСР
|           |
| 1981-1991 |

### Російська федерація (з 1991)
Після розпаду СРСР однією з країн, що утворилася на його руїнах стала  Російська Федерація. Збройні сили Російської федерації , як і більшість новоутворених з уламків СРСР держав, перейняла радянську систему рангів та знаків розрізнення.
У військово-морських силах РФ присутні військові звання мічмана та старшого мічмана. Знаки розрізнення залишилися без змін, мічман має дві зірки на погоні, старший мічман – три. 